# Rue Saint-Lô
La rue Saint-Lô est une voie publique de la commune française de Rouen.

## Description

### Situation et accès
Elle mène de la place du Maréchal-Foch à la rue des Carmes.
Rues adjacentes
- Rue Percière
- Rue de la Poterne
- Allée Eugène-Delacroix
- Rue Socrate
- Rue Eugène-Boudin

### Dénomination
La rue porte le nom du prieuré Saint-Lô.

## Histoire
Elle a porté les noms de « boulevard des Capucins » et de « rue de la Municipalité » pendant la Révolution avant de prendre sa dénomination actuelle au début du XIXe siècle.
Elle fut partiellement détruite par les bombardements le 19 avril et du 25 au 27 août 1944. Le même mois, l’hôtel de la Première Présidence — où étaient installés les services radios allemands — est détruit par les soldats de la Wehrmacht durant leur retraite.
Le tunnel Saint-Herbland traverse la rue à la perpendiculaire.

## Architecture et monuments
- Palais de justice de Rouen
- Espace du Palais
- Portail de l'hôtel de la Première Présidence
- Lycée Camille-Saint-Saëns
- Portail du prieuré Saint-Lô

Amable Floquet y a vécu.